# Turin (Georgia)
Turin – miasto w Stanach Zjednoczonych, w stanie Georgia, w hrabstwie Coweta.

## Demografia
W roku 2010 miasto zamieszkiwały 274 osoby, a gęstość zaludnienia wynosiła 65,4 osoby/km². W roku 2023 liczba mieszkańców wzrosła do 589 osób, a gęstość zaludnienia przekroczyła 140 osób/km². Na przestrzeni zaledwie 13 lat zaludnienie Turin zwiększyło się prawie 2,2-krotnie.